# Entosthodon smithhurstii
Entosthodon smithhurstii là một loài Rêu trong họ Funariaceae. Loài này được (Broth. & Geh.) Paris mô tả khoa học đầu tiên năm 1896.